# Godsdienstwetenschap

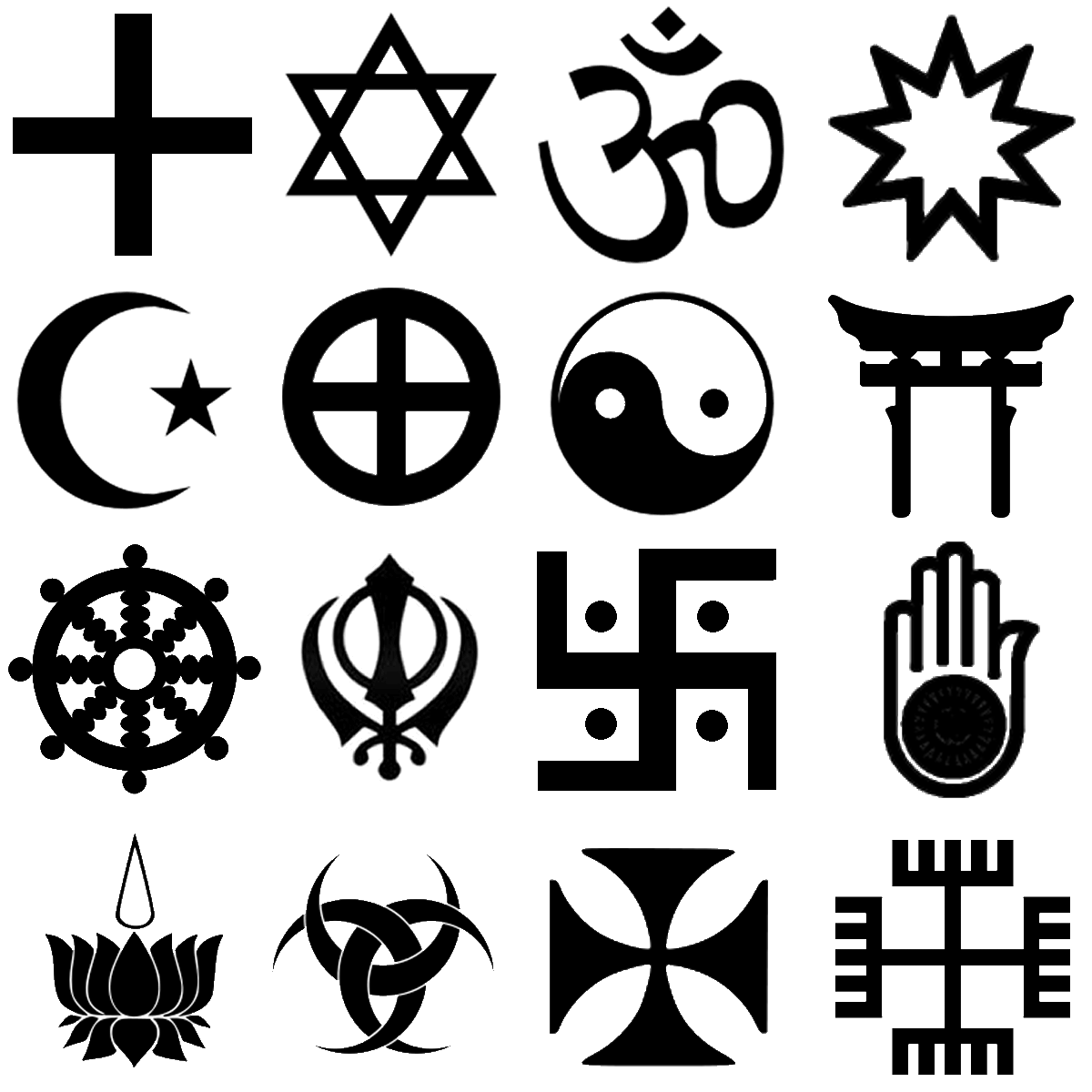
Verschillende religieuze symbolen

 De godsdienstwetenschap bestudeert godsdienst, ofwel religie op wetenschappelijke wijze. Het is een interdisciplinair programma waarbinnen op basis van vragen vanuit verschillende disciplines en met behulp van empirische onderzoeksmethoden kennis wordt vergaard over religies en religieuze verschijnselen. Die kennis wordt op systematische wijze met elkaar verbonden en vergeleken, om zo te komen tot inzicht in oorsprong, functie en betekenis van religieus denken en handelen. Het is dus een andere invalshoek dan die van de theologie.
In principe zijn drie verschillende houdingen ten aanzien van religie mogelijk:
- Men beziet alle religieuze fenomenen vanuit het perspectief van de eigen religie;
- Men verhoudt zich agnostisch ten aanzien van het waarheidsgehalte van iedere religie, of
- Men beziet alle religieuze fenomenen als potentiële bronnen van kennis.

In de huidige godsdienstwetenschappen wordt de tweede en/of derde houding ten aanzien van religie aangenomen. Men zoekt niet naar de waarheid van religieuze opvattingen, maar naar de geschiedenis, de functie en de betekenis ervan voor de aanhangers van die opvatting. Het doel van de godsdienstwetenschappen is een intersubjectieve beschrijving van religieus denken en handelen te geven. 
Soms wordt ook wel de benaming vergelijkende godsdienstwetenschappen gebruikt; dit om aan te geven dat het hierbij gaat om onderzoek vanuit een vergelijkend perspectief.
De volgende deelgebieden kunnen in de godsdienstwetenschappen worden onderscheiden:
- godsdienstpsychologie
- godsdienstsociologie
- godsdienstgeschiedenis
- godsdienstantropologie

De faculteit der Godsdienstwetenschappen van de  Universiteit Leiden kent de leerstoel Vrijmetselarij.

## Godsdienstwetenschappers
Enkele nationaal en internationaal bekende godsdienstwetenschappers waren: 
- Jan van Baal (1909-1992)
- Theo van Baaren (1912-1989)
- Pierre Daniel Chantepie de la Saussaye (1848-1920)
- Mircea Eliade (1907-1986)
- Gerardus van der Leeuw (1890-1950)
- Friedrich Max Müller (1823-1900)
- Rudolf Otto (1869-1937)
- Fokke Sierksma (1917-1977)
- Ninian Smart (1929-2001)
- Malcolm Davies (1952-2010)

Enkele toonaangevende onderzoekers van dit moment zijn:
- Kocku von Stuckrad (Rijksuniversiteit Groningen)
- Wouter Hanegraaff (Universiteit van Amsterdam)
- Birgit Meyer (Universiteit Utrecht)

## Godsdienstwetenschap studeren
Een universitaire studie in de godsdienstwetenschap(pen) bestaat onder meer aan de:
- Universiteit van Amsterdam
- Universiteit Leiden
- Rijksuniversiteit Groningen
- Radboud Universiteit Nijmegen
- Universiteit van Tilburg
- Universiteit Utrecht
- Katholieke Universiteit Leuven